# 藥物不耐受
藥物不耐受或藥物敏感性是指不能耐受藥物的副作用，通常為治療劑量或亞治療劑量。相反，當患者能夠耐受藥物的副作用時，他們就被稱為“耐受”藥物。已知某些藥物不耐受的情況是由藥物代謝的遺傳變異引起的。

## 病理生理學
全身循環中的藥物在血液中具有一定的濃度，這可作為將有多少藥物輸送到全身（身體其他部分將“看到”多少藥物）的替代標誌。血液中存在會產生預期治療效果的最低藥物濃度（最低有效濃度，MEC），以及會導致意外藥物不良事件的最低藥物濃度（最低毒性濃度， MTC)。這兩個值之間的差異通常稱為治療窗. 不同的藥物有不同的治療窗口，不同的人對於給定的藥物會有不同的 MEC 和 MTC。如果某人的藥物 MTC 非常低，他們可能會在藥物濃度低於在普通人群中產生相同不良反應所需的藥物濃度時經歷不良反應；因此，在普通人認為“正常”的劑量下，個體將經歷顯著的毒性。此人將被視為對該藥物“不耐受”。
有多種因素會影響 MTC，而 MTC 通常是臨床藥代動力學的主題。MTC 的變化可以發生在ADME（吸收、分佈、代謝和排泄）過程中的任何點。例如，患者可能在細胞色素 P450家族中的藥物代謝酶中存在遺傳缺陷。雖然大多數人將擁有有效的代謝機制，但有缺陷的人將很難嘗試清除他們系統中的藥物。因此，藥物將在血液中積聚至高於預期的濃度，達到 MTC 的劑量，否則對於普通人來說是正常的。換句話說，在對藥物不耐受的人中，10 毫克的劑量可能會“感覺”到 100 毫克的劑量，從而導致過量——“正常”劑量可能是“有毒的”這些個體的劑量，導致臨床上顯著的影響。
藥物不耐受還有一個方面是主觀的。正如不同的人對疼痛有不同的耐受性一樣，人們對治療藥物的副作用也有不同的耐受性。例如，雖然阿片類藥物引起的便秘對某些人來說可能是可以忍受的，但其他人可能會因為便秘的不愉快而停止服用阿片類藥物，即使它會給他們帶來顯著的疼痛緩解。

## 藥物敏感性例子
- 正常劑量阿斯匹靈後耳鳴
- 阿斯匹靈加重的呼吸道疾病
- 正常劑量的對乙醯胺酚後肝功能衰竭（可能還有腎功能衰竭）由於母親正常使用可待因，母乳喂養的新生兒可能會導致致命的中毒。

- 由於母親正常使用可待因而導致母乳喂養的新生兒致命中毒。
- 他汀類藥物治療引起的肌肉疼痛或虛弱

## 鎮痛藥不耐受
對鎮痛藥，尤其是非甾體抗炎藥的不耐受是相對常見的。認為花生四烯酸代謝的變化是導致不耐受的原因。症狀包括伴有鼻息肉的慢性鼻竇炎、哮喘、胃腸道潰瘍、血管性水腫和蕁麻疹。

## 另見
- 藥物不良反應
- 禁忌症
- DRESS綜合徵（藥物過敏綜合徵）
- 藥物耐受性
- 食物不耐症